# 東かがわトヨタ自動車販売
東かがわトヨタ自動車販売合同会社（ひがしかがわトヨタじどうしゃはんばい）は、香川県東かがわ市にあるトヨタ自動車のディーラー。

## 概説
人口減少・少子高齢化が全国平均よりも早く進んでいる香川県の中で、東かがわ市は特に深刻な状態にあることから、過疎地でトヨタの看板を守るという目的の下で県内のトヨタディーラー5社のうち、ネッツトヨタ香川（ネッツトヨタ岡山傘下）を除く4社が共同出資して設立された。トヨタの全チャネル統合ディーラーは北海道日高管内のひだかトヨタ自動車販売に次いで2例目である。
2020年4月4日に開店した。

## 統合された店舗
- 香川トヨタ自動車 三本松店（東かがわ市西村1501・2019年6月30日閉店）
- トヨタカローラ香川 三本松店（東かがわ市西村1503・2019年6月30日閉店）
- 香川トヨペット E POINT三本松（東かがわ市落合130・2020年3月15日閉店）
- ネッツトヨタ高松 さつき店（東かがわ市落合248-1・2020年3月31日閉店）

トヨタ店とカローラ店は隣接しており、どちらの建物も1969年の開業当時のもので、建て替えの時期に来ていたため、新会社の店舗は両店の建物を解体して新築された。

## 取り扱わない車種
全チャネル統合ディーラーとして発足したが、商用車については販売終了に先立ち兄弟車の一本化が行われた。また、一部のスポーツカーのほか、マイクロバス、教習車を含む一部のセダン型乗用車、軽自動車のピクシスシリーズ、現行の普通免許で運転できる最大積載量が1t以下の小型トラックや最大積載量が1.5t以上かつ車両総重量が3.5t以上の現行の普通免許で運転できないトラック・バンなどの貨物自動車も取り扱わない。
なお、これらの車種は香川トヨタ屋島店・高松春日店（旧香川トヨペットから引き継いだ店舗）、ならびにネッツトヨタ香川東かがわ店が東かがわ市とさぬき市を受け持っている。
2025年（令和7年）3月現在
- センチュリー[注釈 1]
- MIRAI
- プリウス「X」グレード
- GRヤリス
- GRカローラ
- カローラアクシオEX[注釈 2]
- bZ4X[注釈 3]
- ダイナ[注釈 4]
- コースター
- ハイエースコミューター
- タウンエース[注釈 5]
- ジャパンタクシー
- ピクシスエポック
- ピクシストラック
- ピクシスバン
- C+walk T[注釈 6]